# 천체물리학 자료시스템

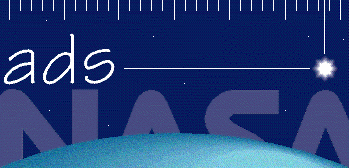
ADS 로고

천체물리학 자료시스템(Astrophysics Data System; ADS)은 미국 항공우주국이 개발한 물리 및 천문학 논문 열람 온라인 데이터베이스이다.

## 같이 보기
- INSPIRE-HEP
- PubMed
- SIMBAD